# Eric Michel
Eric Michel (* 1962 in Aix-en-Provence) ist ein französischer Künstler. Er arbeitet im Bereich Lichtkunst und Medienkunst.

## Leben und Werk
Eric Michel studierte Bildende Kunst in Paris. Musikalisch bildete er sich drei Jahre lang nach der Methode von Maurice Martenot aus. Seine Arbeit umfasst Lichtkunst, aber auch Videos, Soundinstallationen und Multimedia-Arbeiten. Seine Videofilme vertont er mit selbst komponierten Musikstücken. Sein Werk „Seven Keys“ war 2009 im Musée d’Art Moderne et d’Art Contemporain in Nizza ausgestellt.
Eric Michel lebt und arbeitet in Paris.

## Einzelausstellungen (Auswahl)
- 2001 Pink Cow Art Gallery Tokio
- 2001 Vive La Vie, Art Lounge, Tokio
- 2003 Galerie Mamia Bretesché, Paris
- 2004 Librarie-Galerie Paris
- 2005 Hommage à Yves Klein, MB Galerie, Paris
- 2007 Biblioteca Fluorescente, Université de la Sapienza, Rom
- 2008 SPQR Fluo, Galerie Augusto Consorti, Rom
- 2009 Eric Michel, Galerie Véronique Smagghe, Paris

## Beteiligungen
- 2000 Design Festival, Tokio
- 2003 Senza Frontiere, Biennale Kawasaki
- 2006 The Harlem ARt projects, Saatchi & Saatchi, New York City
- 2006 Bridge Art Fair, Miami
- 2007 Sport in art, MOCA (Museum of Contemporary Arts), Shanghai
- 2007 The new Biennale, UMAM, Nizza
- 2008 Sport in art, Today Art Museum, Peking